# Adolfo Gass
Adolfo Gass (* 25. Mai 1914 in Carlos Casares, Provinz Buenos Aires; † 3. Januar 2010 in Tigre) war ein argentinischer Diplomat und Politiker.

## Leben
Adolfo Gass war das jüngste von neun Geschwistern und studierte 1940 Medizin an der Universidad de Buenos Aires. Er war Mitglied der Unión Cívica Radical. Sein Sohn ist César Aníbal Gass, Lizenzinhaber der Kraftfahrzeug-Zulassungsbehörde Registro Nº 2 de Cipoletti im Vorort Neuquén – Plottier – Cipolletti von Buenos Aires.
1963 sandte die Regierung von Arturo Umberto Illia Adolfo Gass als Botschafter nach Israel. Anschließend wurde er zum Leiter des Hospitals von Tigre bestellt. Wegen seiner Opposition gegen Juan Perón wurde er während dessen zweiten Amtszeit von diesem Posten entlassen. 1973 war er Abgeordneter und gründete mit Raúl Alfonsín, Conrado Storani, Edison Otero, Raúl Borrás und Roque Carranza die Movimiento de Renovación y Cambioeine, eine Strömung der Radikalen Partei.
1976, unter der Diktatur, die mit Jorge Rafael Videla begann, wurde er verfolgt, fand Kirchenasyl und emigrierte nach Venezuela. Von 1983 bis 1992 war er Senator; in dieser Zeit war er auch Vorsitzender der Kommission für Relaciones Exteriores y Culto, als ein Friedensabkommen mit Chile verhandelt wurde, das nach einer Volksabstimmung die Grenzen zu Chile regelte.
Er ruht auf dem Cementerio parque Jardín de Paz in Pilar.